# 強行着陸
強行着陸（きょうこうちゃくりく）は、無理に着陸すること。具体的には、飛行場の航空管制官らの指示を受けず、または従わずに着陸を行うこと。

## 目的

### 戦術・軍事作戦
第二次世界大戦の時点では、パラシュートによって投下できる兵器は機関銃や軽迫撃砲程度が限度であり、野砲や対戦車砲などの重装備を使用するためには、軍用グライダーや、あるいは輸送機を強行着陸させて持ち込む必要があった。このような着地方法を採用すれば、重装備を持ち込める他にも、パラシュートによる戦闘降下で生じる降下・着地の際の危険や部隊の分散といった問題をある程度回避できるというメリットもあった。例えば1940年にドイツ国防軍がヴェーザー演習作戦を行った際には、スタヴァンゲルではパラシュート降下した部隊、オスロでは強行着陸した部隊によって飛行場を確保したのち、輸送機によって後続部隊を空輸した。また、その翌月、ベルギーの戦いの開戦劈頭に行われたエバン・エマール要塞の戦いでは、グライダーを要塞上に着陸させて部隊を投入するという作戦も行われた。
しかしグライダー部隊は、1機でも撃墜されると大きな損失となり、パラシュート部隊よりはまとまって降着できるとはいってもある程度の分散は避けられない上に、多数のグライダーを着陸させるためには広く平坦な土地が必要であるという制約がある。またグライダー自体が動力を持たないため、曳航機から切り離されて滑空に入ると機動性が乏しく、しかも機体は使い捨てとなるため不経済でもある。このような問題のため、グライダーを使っての空挺作戦は第二次世界大戦のみで終了し、大戦後にはグライダーにエンジンを装着したような強行着陸機が用いられるようになった。
その後、重量物の投下技術が発達すると、グライダーや輸送機を着陸させずとも重装備を投入できるようになった。またヘリコプターの発達によってヘリボーン戦術が実用化されると、兵力の分散や機体の使い捨てなどといった問題も解消された。しかし現在の戦術輸送機の多くは、必要であれば強行着陸機として使うことも可能な設計となっている。1976年にイスラエル国防軍がエンテベ空港奇襲作戦を行った際には、C-130輸送機を隠密・強行着陸させて、特殊部隊とともに装甲車、そしてテロリストに庇護を与えていたアミン大統領の専用車と同じ色に塗装したメルセデス・ベンツ600を降ろして、人質救出作戦を展開した。

### 亡命
亡命の意図を察知されぬよう、飛行に必要な交信を途絶したまま着陸を行う。ベレンコ中尉亡命事件など。

### 燃料の節約（経費削減）
2000年代以降の中華人民共和国の大規模空港では、到着機が集中して混雑が慢性化。燃料を消費する空中待機を嫌い「燃料切れ寸前」を宣言して、順番破りをする航空機が見られるようになった。こうしたケースが激化し、2011年には吉祥航空の飛行機が管制の指示を無視し、強行着陸する事態が生じた。